# Conus barthelemyi
Conus barthelemyi is een in zee levende slakkensoort uit het geslacht Conus. De slak behoort tot de familie Conidae. Conus barthelemyi werd in 1861 beschreven door Bernard. Net zoals alle soorten binnen het geslacht Conus zijn deze slakken roofzuchtig en giftig. Zij bezitten een harpoenachtige structuur waarmee ze hun prooi kunnen steken en verlammen.